# Isabelle Van Laerhoven
Isabelle Van Laerhoven is een medewerker van Studio Vandersteen.
Ze volgde een opleiding publiciteit en grafische vorming. Tijdens haar stage-periode kwam ze terecht bij Standaard Uitgeverij, waar ze haar eerste stripplaten mocht inkleuren. Ze werd hierna als freelancer aangetrokken door Studio Vandersteen, waar ze inkleuringen verzorgde voor Suske en Wiske, De grappen van Lambik, Klein Suske en Wiske  en De Rode Ridder. Hiernaast werkte ze ook aan stripreeksen als Mieleke Melleke Mol, Link en Pit en Puf.
Vanaf 2006 is ze in vaste dienst van Studio Vandersteen, waar ze de Suske en Wiske-verhalen gaat inkleuren, als opvolgster van Rita Bernaers.